# پیانیجا
پیانیجا (به ایتالیایی: Pianiga) یک کومونه در ایتالیا است که در استان ونیز واقع شده‌است. پیانیجا ۲۰ کیلومتر مربع مساحت و ۱۱٬۳۱۴ نفر جمعیت دارد و ۸ متر بالاتر از سطح دریا واقع شده‌است.